# Szamossályi
Szamossályi is een plaats (község) en gemeente in het Hongaarse comitaat Szabolcs-Szatmár-Bereg. Szamossályi telt 766 inwoners (2001).